# Ferdinando III di Toscana
Ferdinando III d'Asburgo-Lorena (Firenze, 6 maggio 1769 – Firenze, 18 giugno 1824) è stato Granduca di Toscana dal 1790 al 1801 e dal 1814 al 1824, Granduca di Salisburgo dal 1803 al 1806 (con il nome di Ferdinando) e Granduca di Würzburg dal 1806 al 1814.

## Biografia

### Infanzia

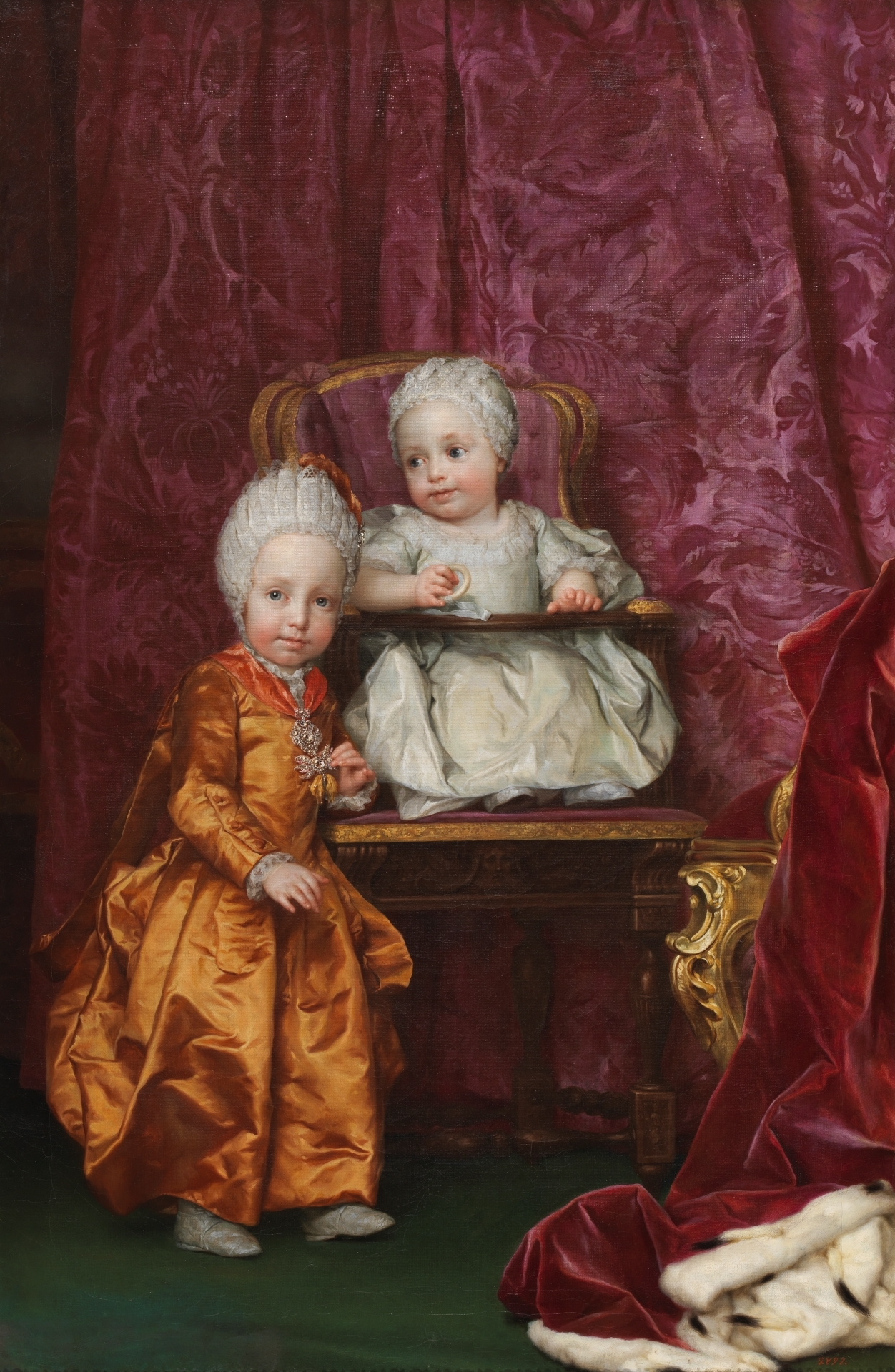
Ferdinando III ancora in fasce (a destra) ritratto con la sorella Maria Anna (a sinistra) da Anton Raphael Mengs.

Era figlio secondogenito del granduca Pietro Leopoldo di Toscana e di Maria Luisa di Borbone-Spagna, ma, in quanto tale, essendo la Toscana costituita in "secondogenitura", egli era eventualmente destinato suo jure a succedere al padre sul trono granducale nel caso, ritenuto molto probabile, che questi entrasse in possesso degli aviti titoli sovrani della Casa di Asburgo come erede del fratello maggiore, l'imperatore Giuseppe II, rinunciando conseguentemente al granducato.

### Matrimonio

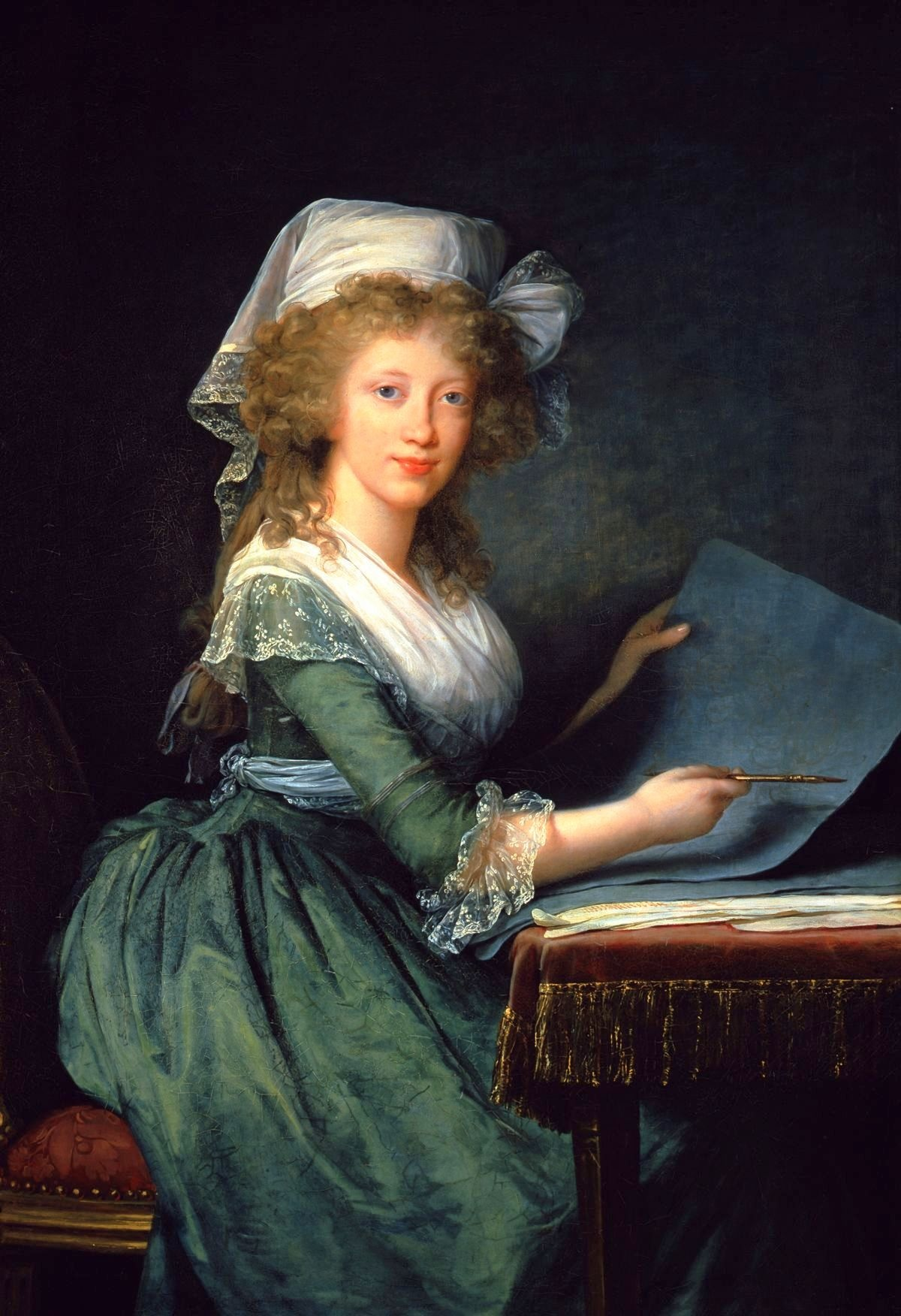
Luisa Maria Amalia di Borbone-Due Sicilie ritratta da Elisabeth Vigée-Le Brun nel 1790

Ferdinando sposò a Vienna il 19 settembre 1790 Luisa Maria Amalia di Borbone-Due Sicilie da cui ebbe sei figli.

### Ascesa al trono del Granducato

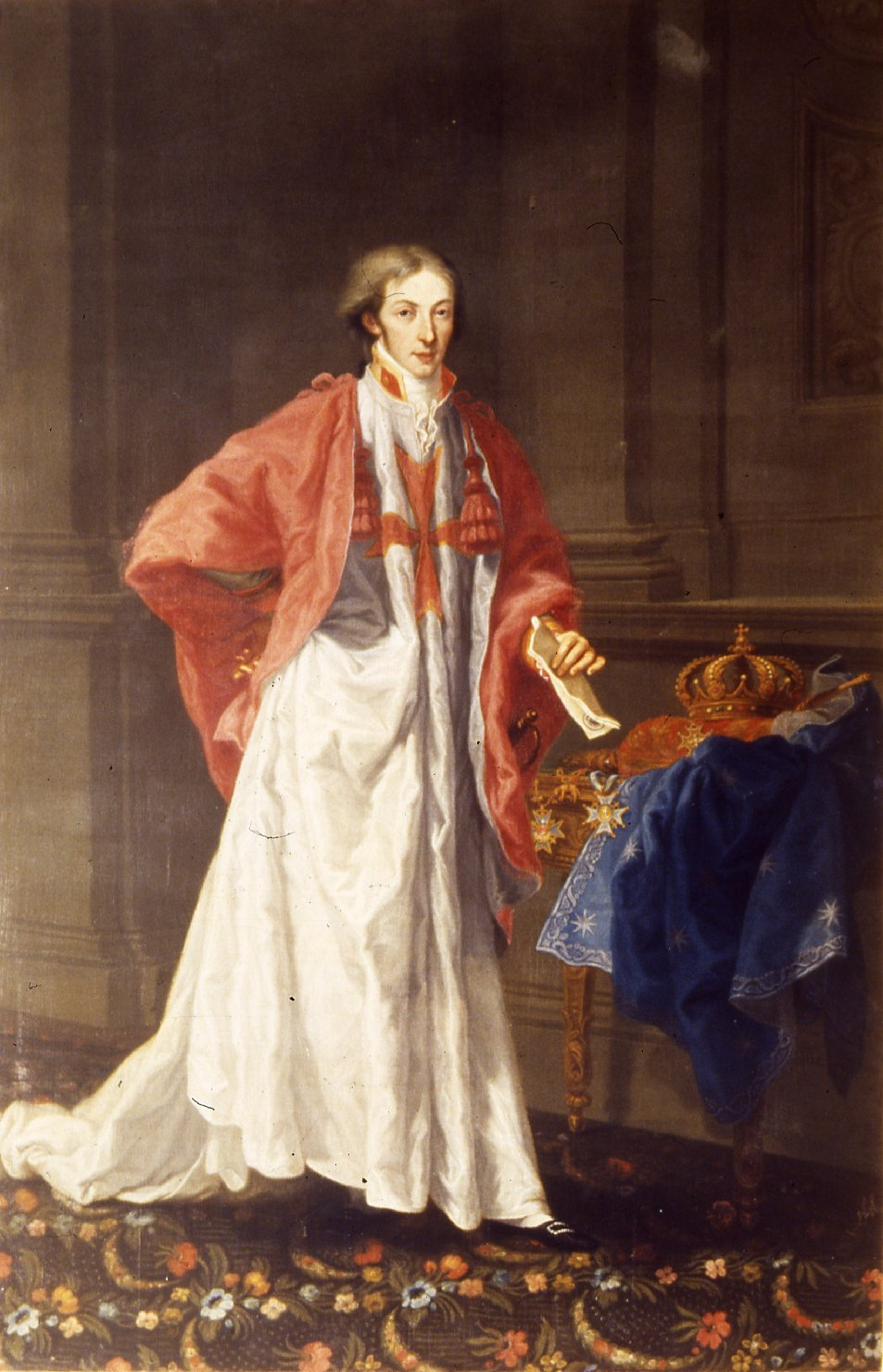
Ritratto di Ferdinando III, granduca di Toscana di Giovanni Battista Tempesti, 1799, Museo nazionale di Palazzo Reale, Pisa

Quando, nel febbraio del 1790,  l'imperatore Giuseppe II morì, senza figli, prima di essere riuscito, anche per le larvate resistenze di Pietro Leopoldo, a portare a compimento il suo disegno di abolizione della secondogenitura e quindi di annessione tout court della Toscana, dopo la sua morte, Pietro Leopoldo gli succedette come sovrano austriaco (venendo anche, come al solito, eletto imperatore con il nome di Leopoldo II), e decise di applicare contestualmente e regolarmente le norme previste per la successione in Toscana, abdicando al trono granducale in favore del secondogenito (al primogenito restava riservata la successione ai titoli sovrani asburgici): Ferdinando divenne così granduca in un periodo che già si presentava agitato. In politica interna il nuovo sovrano non ripudiò le riforme paterne che avevano portato la Toscana all'avanguardia in Europa, precedendo in alcuni campi persino la Rivoluzione francese allora in corso ma cercò di limitarne alcuni eccessi, soprattutto in campo religioso, i quali erano stati accolti malvolentieri dal popolo. In particolare, con un editto in data 30 agosto 1795, confermò ed allargò l'ambito del ripristino della pena di morte deciso da Pietro Leopoldo nel 1790 per fronteggiare i disordini verificatisi alla sua partenza per Vienna.

### Politica estera

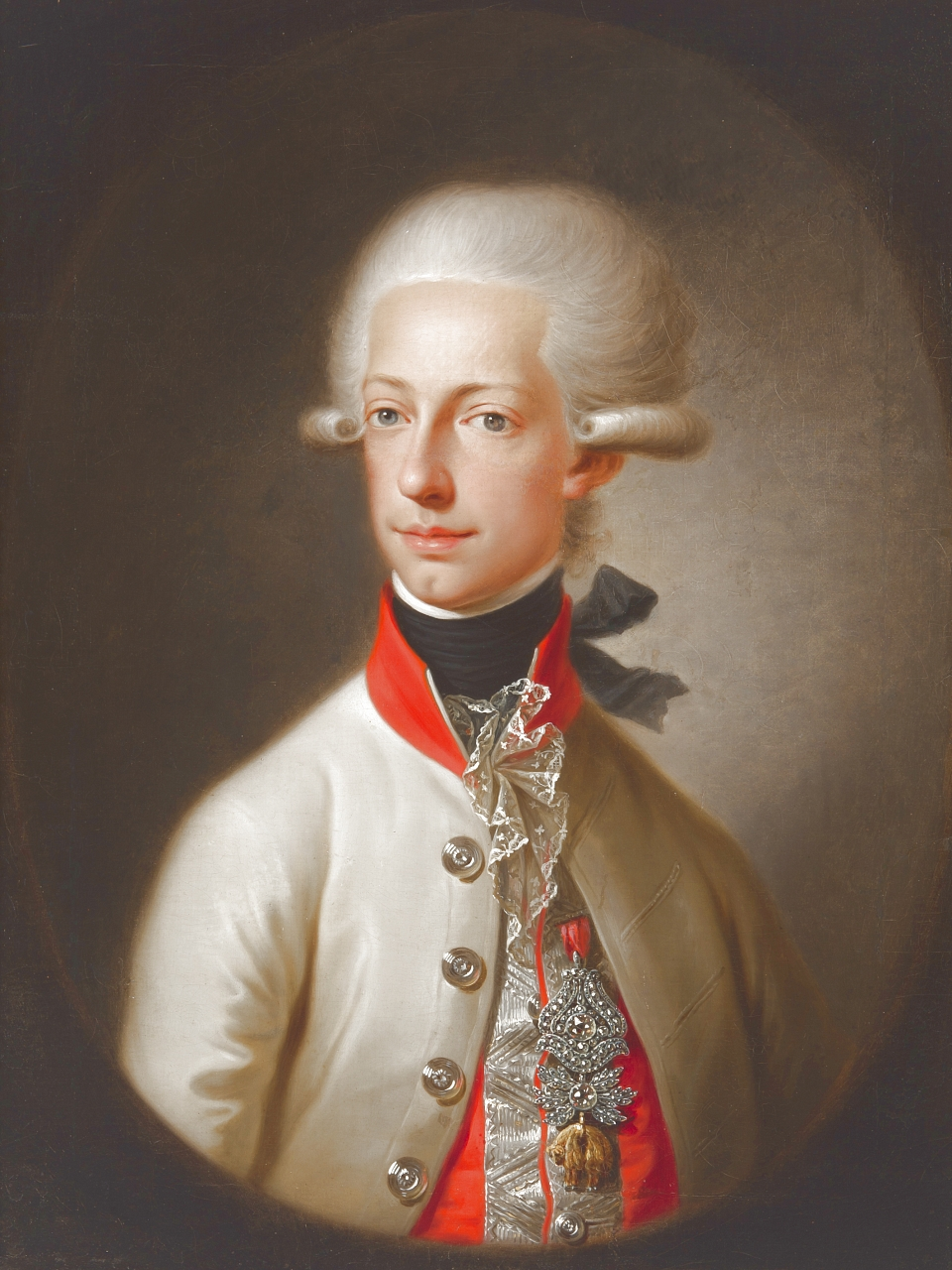
Ferdinando III d'Asbugo-Lorena ritratto da Joseph Hickel nel 1790 circa, Reggia di Caserta

In politica estera Ferdinando III cercò di restare neutrale nella tempesta succeduta alla Rivoluzione francese, ma fu costretto ad allinearsi alla coalizione antirivoluzionaria su forti pressioni dell'Inghilterra, che minacciava di occupare Livorno e l'8 ottobre 1793 dichiarò guerra alla Repubblica Francese. La dichiarazione non ebbe però effetti pratici e anzi, la Toscana fu il primo Stato a concludere la pace e a ristabilire le relazioni con Parigi nel febbraio 1795.
Nel 1796 le armate francesi occuparono Livorno per sottrarla all'influenza britannica e lo stesso Napoleone entrò in Firenze, ben accolto dal sovrano e occupò il Granducato, pur non abbattendo il governo locale. Solo nel marzo del 1799 Ferdinando III fu costretto all'esilio a Vienna, in seguito al precipitare della situazione politica della penisola. Le truppe francesi rimasero in Toscana fino al luglio del 1799, quando furono scacciate da una controffensiva austrorussa a cui diedero aiuto gli insorti sanfedisti del "Viva Maria!".

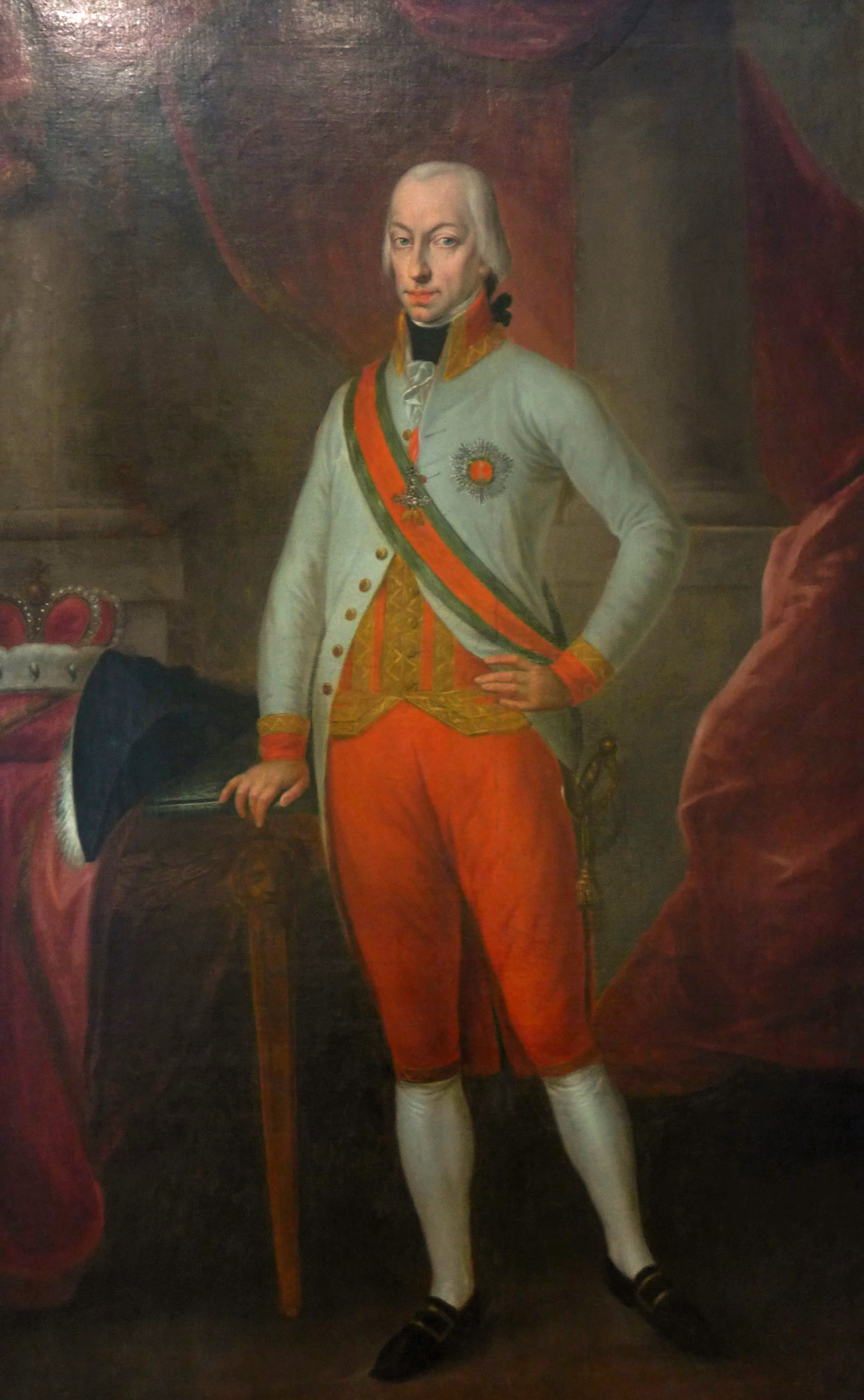
Il granduca Ferdinando di Würzburg in un ritratto del 1810

La restaurazione fu breve; già l'anno dopo Napoleone tornò in Italia e ristabilì il suo dominio sulla Penisola; nel 1801 Ferdinando dovette abdicare al trono di Toscana, ricevendo in compenso prima (1803) il Granducato di Salisburgo, nato con la secolarizzazione dell'ex Principato arcivescovile e poi (1805) il Granducato di Würzburg, altro Stato sorto con la secolarizzazione di un Principato vescovile.

### Restaurazione

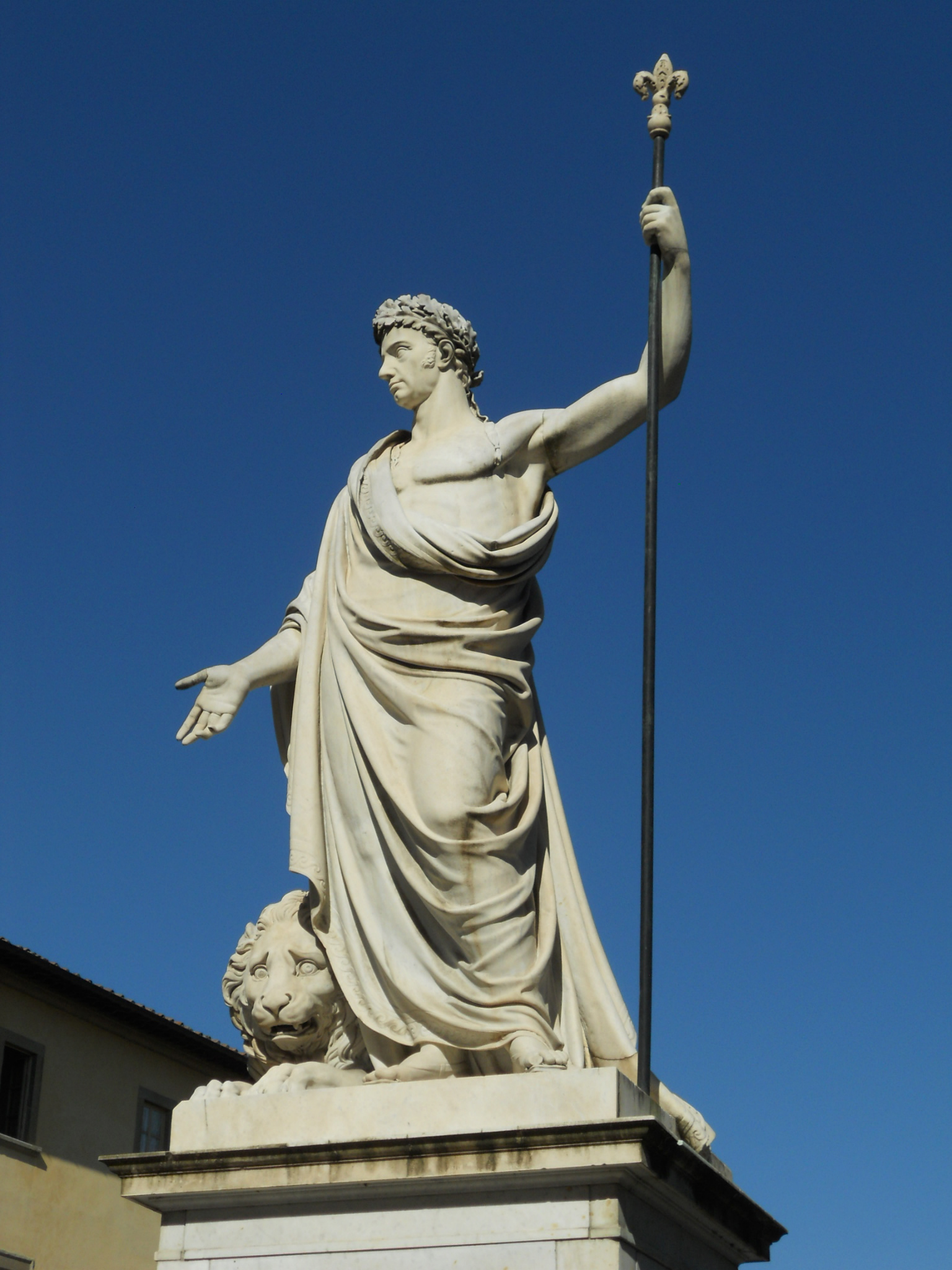
Statua di Ferdinando III ad Arezzo

Ferdinando III tornò in Toscana solo nel settembre del 1814, dopo la caduta di Napoleone, entrando trionfalmente a Firenze il 17 di quel mese acclamato dalla popolazione in festa. Al Congresso di Vienna ottenne alcuni ritocchi del territorio con l'annessione del Principato di Piombino, dello Stato dei Presidi, dei feudi imperiali di Vernio, Monte Santa Maria Tiberina e Montauto, nonché la prospettiva di futura annessione del Ducato di Lucca (con però contestuale cessione al Ducato di Modena di alcune exclave toscane e lucchesi in Lunigiana, Garfagnana e sulla riviera apuana e versiliese).
La Restaurazione in Toscana fu, per merito del Granduca, un esempio di mitezza e buon senso: non vi furono epurazioni del personale che aveva operato nel periodo francese; non si abrogarono le leggi francesi in materia civile ed economica (salvo il divorzio) e dove si effettuarono restaurazioni si ebbe il ritorno delle già avanzate leggi leopoldine, come in campo penale.
Le maggiori cure del restaurato governo lorenese furono per le opere pubbliche; in questi anni si realizzarono numerose strade (come la Volterrana), acquedotti e si diede inizio ai primi seri lavori di bonifica della Valdichiana e della Maremma, che videro l'impegno personale dello stesso sovrano.

### Morte

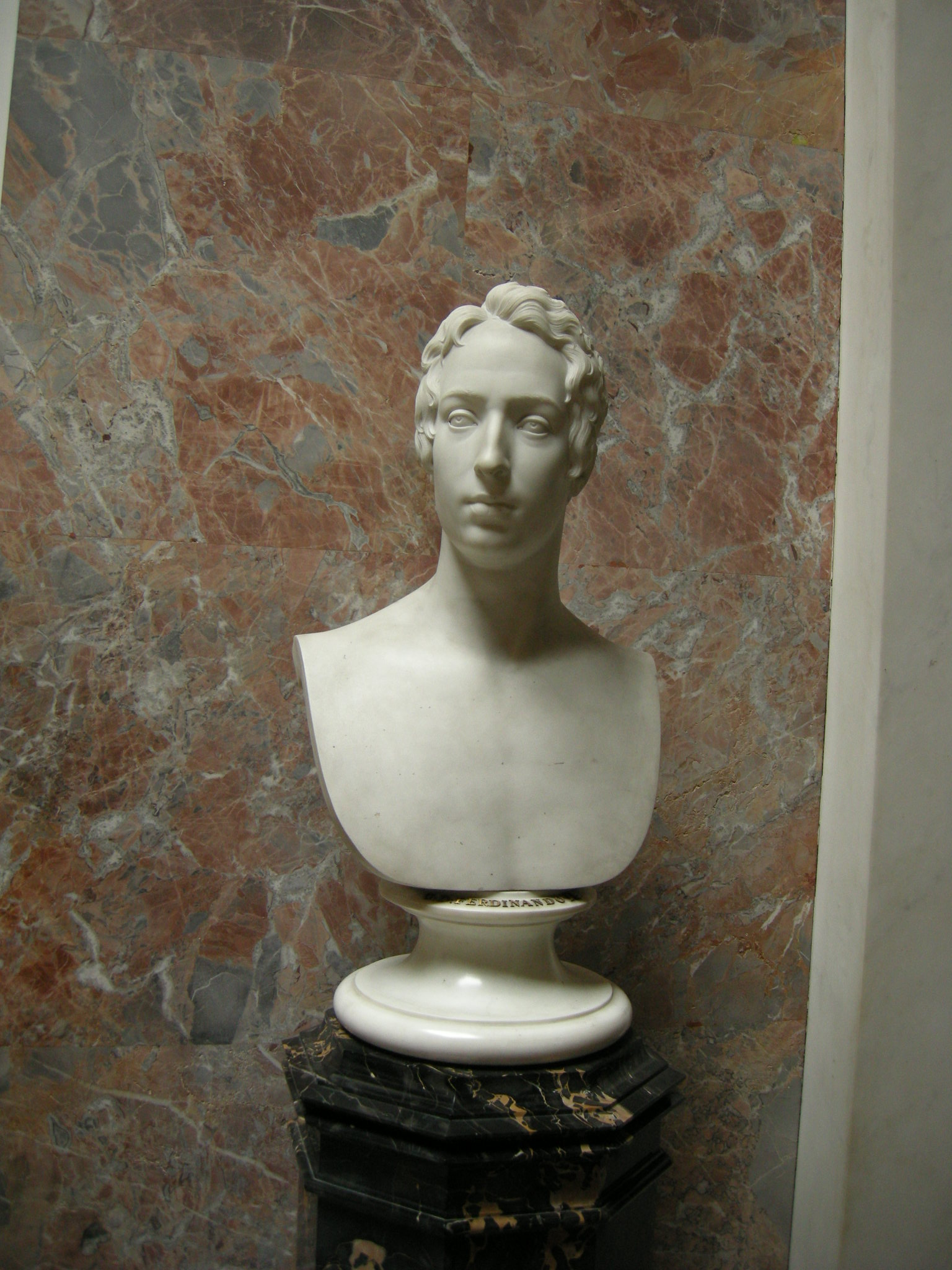
Busto di Ferdinando III d'Asburgo-Lorena-Toscana nella Tribuna di Galileo, Firenze

Ferdinando III pagò questo lodevole impegno personale con la contrazione della malaria, che lo condusse a morte nel 1824.

## Discendenza
Il granduca Ferdinando e Luisa Maria Amalia di Borbone-Due Sicilie ebbero:
- Carolina Ferdinanda (Firenze, 2 agosto 1793-Vienna 5 gennaio 1802);
- Francesco Leopoldo (Firenze, 15 dicembre 1794-Vienna, 18 maggio 1800);
- Leopoldo II Giovanni (Firenze, 3 ottobre 1797-Roma 29 gennaio 1870), granduca di Toscana dal 1824 al 1859. Sposò in prime nozze Maria Anna Carolina di Sassonia, in seconde nozze Maria Antonia di Borbone-Due Sicilie;
- Luisa Maria (Firenze, 30 agosto 1798-Firenze, 21 gennaio 1856);
- Maria Teresa (Vienna, 21 marzo 1801-Torino, 12 gennaio 1855), sposò nel 1817 Carlo Alberto di Savoia, futuro re di Sardegna;
- Bambino nato morto (19 settembre 1802).

Rimasto vedovo nel 1802, si risposò a Firenze il 6 maggio 1821 con Maria Ferdinanda di Sassonia, ma non ebbe altri figli.

## Ascendenza
|                                  |                     |                                               | Genitori                                     |  |  | Nonni |  |  | Bisnonni           |  |  | Trisnonni         |  |
|                                  |                     |                                               |                                              |  |  |       |  |  | Leopoldo di Lorena |  |  | Carlo V di Lorena |  |
|                                  |                     |                                               |                                              |  |  |       |  |  | Leopoldo di Lorena |  |  | Carlo V di Lorena |  |
|                                  |                     | Eleonora Maria Giuseppina d'Austria           |                                              |  |  |       |  |  | Leopoldo di Lorena |  |  |                   |  |
| Francesco I di Lorena            |                     |                                               |                                              |  |  |       |  |  | Leopoldo di Lorena |  |  |                   |  |
|                                  |                     | Elisabetta Carlotta di Borbone-Orléans        | Filippo I di Borbone-Orléans                 |  |  |       |  |  |                    |  |  |                   |  |
|                                  |                     | Elisabetta Carlotta di Borbone-Orléans        | Filippo I di Borbone-Orléans                 |  |  |       |  |  |                    |  |  |                   |  |
|                                  |                     | Elisabetta Carlotta di Borbone-Orléans        | Elisabetta Carlotta di Baviera               |  |  |       |  |  |                    |  |  |                   |  |
| Leopoldo II d'Asburgo-Lorena     |                     | Elisabetta Carlotta di Borbone-Orléans        |                                              |  |  |       |  |  |                    |  |  |                   |  |
|                                  |                     | Carlo VI d'Asburgo                            | Leopoldo I d'Asburgo                         |  |  |       |  |  |                    |  |  |                   |  |
|                                  |                     | Carlo VI d'Asburgo                            | Leopoldo I d'Asburgo                         |  |  |       |  |  |                    |  |  |                   |  |
|                                  |                     | Carlo VI d'Asburgo                            | Eleonora del Palatinato-Neuburg              |  |  |       |  |  |                    |  |  |                   |  |
| Maria Teresa d'Austria           |                     | Carlo VI d'Asburgo                            |                                              |  |  |       |  |  |                    |  |  |                   |  |
|                                  |                     | Elisabetta Cristina di Brunswick-Wolfenbüttel | Luigi Rodolfo di Brunswick-Lüneburg          |  |  |       |  |  |                    |  |  |                   |  |
|                                  |                     | Elisabetta Cristina di Brunswick-Wolfenbüttel | Luigi Rodolfo di Brunswick-Lüneburg          |  |  |       |  |  |                    |  |  |                   |  |
|                                  |                     | Elisabetta Cristina di Brunswick-Wolfenbüttel | Cristina Luisa di Oettingen-Oettingen        |  |  |       |  |  |                    |  |  |                   |  |
| Ferdinando III di Toscana        |                     | Elisabetta Cristina di Brunswick-Wolfenbüttel |                                              |  |  |       |  |  |                    |  |  |                   |  |
|                                  | Filippo V di Spagna | Luigi, il Gran Delfino                        |                                              |  |  |       |  |  |                    |  |  |                   |  |
|                                  | Filippo V di Spagna | Luigi, il Gran Delfino                        |                                              |  |  |       |  |  |                    |  |  |                   |  |
|                                  | Filippo V di Spagna | Maria Anna di Baviera                         |                                              |  |  |       |  |  |                    |  |  |                   |  |
| Carlo III di Spagna              | Filippo V di Spagna |                                               |                                              |  |  |       |  |  |                    |  |  |                   |  |
|                                  |                     | Elisabetta Farnese                            | Odoardo II Farnese                           |  |  |       |  |  |                    |  |  |                   |  |
|                                  |                     | Elisabetta Farnese                            | Odoardo II Farnese                           |  |  |       |  |  |                    |  |  |                   |  |
|                                  |                     | Elisabetta Farnese                            | Dorotea Sofia di Neuburg                     |  |  |       |  |  |                    |  |  |                   |  |
| Maria Ludovica di Borbone-Spagna |                     | Elisabetta Farnese                            |                                              |  |  |       |  |  |                    |  |  |                   |  |
|                                  |                     | Augusto III di Polonia                        | Augusto II di Polonia                        |  |  |       |  |  |                    |  |  |                   |  |
|                                  |                     | Augusto III di Polonia                        | Augusto II di Polonia                        |  |  |       |  |  |                    |  |  |                   |  |
|                                  |                     | Augusto III di Polonia                        | Cristiana Eberardina di Brandeburgo-Bayreuth |  |  |       |  |  |                    |  |  |                   |  |
| Maria Amalia di Sassonia         |                     | Augusto III di Polonia                        |                                              |  |  |       |  |  |                    |  |  |                   |  |
|                                  |                     | Maria Giuseppa d'Austria                      | Giuseppe I d'Asburgo                         |  |  |       |  |  |                    |  |  |                   |  |
|                                  |                     | Maria Giuseppa d'Austria                      | Giuseppe I d'Asburgo                         |  |  |       |  |  |                    |  |  |                   |  |
|                                  |                     | Maria Giuseppa d'Austria                      | Guglielmina Amalia di Brunswick-Lüneburg     |  |  |       |  |  |                    |  |  |                   |  |
|                                  |                     | Maria Giuseppa d'Austria                      |                                              |  |  |       |  |  |                    |  |  |                   |  |

## Titoli e trattamento
- 6 maggio 1769 - 22 giugno 1790: Sua Altezza Reale, l'arciduca Ferdinando d'Austria
- 22 giugno 1790 - 3 agosto 1801: Sua Altezza Reale, il Serenissimo Granduca di Toscana
- 26 dicembre 1802 - 25 dicembre 1805: Sua Altezza Reale, il Principe elettore e Granduca di Salisburgo
- 25 dicembre 1805 - 6 agosto 1806: Sua Altezza Imperiale e Reale, il Principe elettore e Granduca di Würzburg
- 6 agosto 1806 - 27 aprile 1814: Sua Altezza Imperiale e Reale, il Granduca di Würzburg
- 27 aprile 1814 - 18 giugno 1824: Sua Altezza Imperiale e Reale, il Serenissimo Granduca di Toscana